# Ладне (Польща)
Ладне (пол. Ładne) — село в Польщі, у гміні Влоцлавек Влоцлавського повіту Куявсько-Поморського воєводства.
Населення — 160 осіб (2011).
У 1975-1998 роках село належало до Влоцлавського воєводства.

## Демографія
Демографічна структура станом на 31 березня 2011 року:
|          | Загалом | Допрацездатний вік | Працездатний вік | Постпрацездатний вік |
| -------- | ------- | ------------------ | ---------------- | -------------------- |
| Чоловіки | 85      | 27                 | 51               | 7                    |
| Жінки    | 75      | 24                 | 38               | 13                   |
| Разом    | 160     | 51                 | 89               | 20                   |